# Sneakin' Suspicion
Albums de Dr. Feelgood
Stupidity
(1976) Be Seeing You
(1977)
Singles
1. Sneakin' Suspicion
Sortie : mai 1977

Sneakin' Suspicion est le troisième album studio du groupe britannique de pub rock Dr. Feelgood. Il est sorti en mai 1977 sur le label United Artists Records et fut produit par Bert de Coteaux. 

## Historique
Cet album fut enregistré au Pays de Galles dans les Studios Rockfield de Monmouth.
Il se classa à la 10e place des charts britanniques.
La chanson Sneakin' Suspicion, extraite en single, est la première du groupe à se classer dans le UK Singles Chart, atteignant la 47e position.
C'est le dernier album avec le guitariste Wilko Johnson, celui-ci quitte le groupe à la fin de l'enregistrement, il sera remplacé par John "Gypie" Mayo.

## Liste des titres
| 1. | Sneakin' Suspicion                            | Wilko Johnson                                                     | 3:50 |
| 2. | Paradise                                      | Johnson                                                           | 4:03 |
| 3. | Nothin' Shakin' (But the Leaves on the Trees) | - Cirino Colacrai - Eddie Fontaine - Johnny Gluck - Diane Lampert | 3:28 |
| 4. | Time and the Devil                            | Johnson                                                           | 2:59 |
| 5. | Lights Out                                    | - Seth David - Mac Rebennack                                      | 1:54 |

| 6.  | Lucky Seven                        | Lew Lewis      | 2:46 |
| 7.  | All My Love                        | Johnson        | 3:47 |
| 8.  | You'll Be Mine                     | Willie Dixon   | 3:17 |
| 9.  | Walking on the Edge                | Johnson        | 3:39 |
| 10. | Hey Mama, Keep Your Big Mouth Shut | Elias McDaniel | 3:56 |

## Composition du groupe
- Lee Brilleaux : chant, harmonica, guitare, bottleneck
- Wilko Johnson : guitare, chœurs, chant sur Paradise et Time and the Devil
- John B. Sparks : basse, chœurs
- The Big Figure : batterie, percussions, chœurs

Musicien additionnel
- Tim Hinkley : claviers

## Classements hebdomadaires
| Pays        | Durée du classement | Meilleur classement |
| ----------- | ------------------- | ------------------- |
| Royaume-Uni | 6 semaines          | 10e                 |

| Pays        | Durée du classement | Meilleur classement |
| ----------- | ------------------- | ------------------- |
| Royaume-Uni | 3 semaines          | 47e                 |